# David Wojnarowicz
David Michael Wojnarowicz (Red Bank (New Jersey), 14 september 1954 – New York, 22 juli 1992) was een Amerikaanse schilder, fotograaf, schrijver, filmmaker, performancekunstenaar, songwriter en aidsactivist die prominent aanwezig was in het kunstcircuit van East Village van de jaren tachtig van de twintigste eeuw.
Hij verwerkte in zijn kunst zijn woede en strijd tegen aids en zijn politiek activisme aan de hand van persoonlijke verhalen. Hij stierf aan de gevolgen van aids in 1992.

## Biografie

### Jeugd
Hij kende een ellendige jeugd in een chaotische familiale situatie, waarvan hij de details later steeds maskeerde met fantasierijke verhalen, waardoor een exacte biografie moeilijk samen te stellen is. Hij was bijzonder getekend door zijn jeugd, niet in het minst door het stilzwijgen van buren die onvermijdelijk getuige moeten zijn geweest van de zware mishandelingen binnen het gezin, maar ook door het harde leven op straat waardoor hij zich identificeerde met gemarginaliseerde groepen zoals daklozen en straatsekswerkers.
Vanaf zijn prille jeugd was hij slachtoffer van de voortdurende fysieke en morele mishandeling van het ganse gezin door de vader, Ed Wojnarowicz, een Pools-Amerikaanse koopvaardijvaarder uit Detroit, alcoholist en gokverslaafd. Maar ook de relatie met de moeder, Dolores McGuinness, was verstoord.
Ed Wojnarowicz en Dolores McGuinness trouwden in 1948 in Sydney (Australië); hij 26 was en zij 16. Na de vechtscheiding in 1956 van zijn ouders werden Wojnarowicz en zijn broers en zussen door hun vader ontvoerd en groeiden ze op in Michigan en Long Island. Ook hier was David slachtoffer van misbruik en mishandeling. Later zouden de kinderen terug bij hun moeder in New York wonen, maar ook daar waren er zware problemen. Hij was toen reeds bezig met schilderen. De kinderen leefden voor een groot deel op straat.
Rond de leeftijd van 14 jaar ging hij studeren aan de High School of Music & Art in Manhattan, maar maakte die studie niet af en stopte zonder diploma in 1971 op 16-jarige leeftijd. Hij werd zich bewust van zijn homoseksuele gevoelens. Hij verliet het appartement van zijn moeder en ging gedurende 2 jaar op straat wonen en sliep in rehabillitatiecentra ("halfway houses") en kraakpanden. In zijn tienerjaren in Manhattan werkte Wojnarowicz als jonge straatprostituee rond Times Square om in zijn levensonderhoud te voorzien.
Hij behaalde in 1973 alsnog zijn middelbareschooldiploma, kreeg een baan en begon poëzie te schrijven en zines te maken en af en toe ging hij tekenen.
De volgende jaren reisde hij door de Verenigde Staten, verbleef enige tijd in San Francisco en woonde in Frankrijk, waar hij verliefd werd op de haarstylist Jean Pierre Delage, zijn eerste liefde. Hij keerde eind jaren '70 terug naar New York, waar hij onder andere als kelner werkte in de beroemde club Danceteria waar ook Zoe Leonard en Keith Haring werkten. Zijn artistieke focus verschoof naar de beeldende kunst.

### Kunstscene East Village
Wojnarowicz ontpopte zich als een van de meest prominente en productieve leden van de avant-gardevleugel in East Village die zich vrij voelden te experimenteren met verschillende media en kunstvormen, waaronder ook graffiti en straatkunst.
Hij viel voor het eerst op met stencils met gesjabloneerde afbeeldingen van brandende huizen en vallende figuren.
In de periode 1978-1979 maakt hij een fotoserie over Arthur Rimbaud in New York, in feite diverse situaties waarop het gezicht van Rimbaud werd gekleefd, en had een muziekgroep "3 Teens Kill 4", die in 1982 de LP No Motive uitbracht.
In 1980 had hij een korte relatie met de fotograaf Peter Hujar, die de volgende jaren zijn mentor werd en hem wegwijs maakte in de kunstwereld.
Als kunstenaar uit de Lower East Side had Wojnarowicz problemen met het elitarisme van de belangrijkste kunstgalerieën van New York en zorgde hij voor enige opschudding. In 1982 ging hij schilderen in de verlaten gebouwen langs de Hudson, waar ook andere kunstenaars, zoals Gordon Matta-Clark werkten.

### Succesvol kunstenaar en activist
In 1985 had Wojnarowicz al naam gemaakt als onderdeel van de East Village Art-beweging. Hij exposeerde zijn werk in bekende East Village-galerieën en bezienswaardigheden in New York, in bekende galerieën als de Civilian Warfare Gallery, Ground Zero Gallery NY, Public Illumination Picture Gallery, Gracie Mansion Gallery en Hal Bromm Gallery.
Wojnarowicz werkte samen met andere kunstenaars uit die tijd, zoals Nan Goldin, Peter Hujar, Luis Frangella, Karen Finley, Kiki Smith, Richard Kern, James Romberger, Marguerite Van Cook, Ben Neill, Marion Scemama en Phil Zwickler.
In 1985 kon Wojnarowicz deelnemen aan de Graffiti Show in de Whitney Biënnale.
Hij maakte super-8-films als Heroin en Beautiful People met bandgenoot Jesse Hultberg en werkte samen met filmmakers Richard Kern en Tommy Turner van de Cinema of Transgression.
1986 ontmoette hij Tom Rauffenbart, een ambtenaar van Kinderwelzijn in New York. Ze werden een koppel tot het overlijden van Wojnarowicz.
Enkele Weken nadat Peter Hujar op 26 november 1987 aan aids stierf, verhuisde Wojnarowicz naar zijn loft op 189 2nd Avenue. David kreeg in het voorjaar 1988 zelf de diagnose aids. Enkele maanden later werd Rauffenbart eveneens positief bevonden. Hij woonde de laatste vijf jaar van zijn leven in de loft. De donkere kamer en het materiaal van Hujar kon Wojnarowicz gebruiken voor zijn artistieke werk. Het was in deze loft dat hij zijn 'Sex Series' en “Untitled” (Buffaloes Falling) drukte.
De dood van Hujar en daarna zijn eigen diagnose en die van zijn partner waren aanleiding tot een veel explicieter activistische werken, in het bijzonder over de onrechtvaardigheid benadering van de aidsepidemie op sociaal en juridisch vlak en uitblijven van politieke acties. Hij werkte samen met videokunstenaar Tom Rubnitz aan de korte film Listen to This (1992), een kritiek op de homofobe reacties van de regeringen Reagan en Bush en hun onvermogen om de crisis aan te pakken. Zijn tentoonstellingscatalogus Postcards from America, X-Rays from Hell uit 1989, met beledigende teksten gericht op de machtigste politici en religieuze leiders van de Verenigde staten, maakten hem gehaat door rechtse en religieuze groeperingen in Amerika.
In de jaren negentig klaagde hij met succes dominee Donald Wildmon en de American Family Association aan, omdat zij zijn werk 'Sex Series "(1988-89) in diskrediet brachten tijdens de cultuuroorlog die er in die jaren woedde.

### Overlijden
Wojnarowicz stierf thuis in Manhattan op 22 juli 1992, op 37-jarige leeftijd, aan aids. Op de dag van zijn begrafenis werd in de straten van East Village gedemonstreerd met een spandoek waarop stond: "David Wojnarowicz,1954-1992, stierf aan aids als gevolg van nalatigheid van de overheid."